# Остин, Джон (юрист)
Джон Остин (1790—1859) — известный английский юрист, основоположник такого направления в праве как юридический позитивизм.

## Биография
В 1826 году Остин становится профессором юриспруденции в Лондонском университете, а в 1832 году был вынужден оставить преподавание, поскольку ему не удалось привлечь достаточное количество студентов на свои лекции. Свои взгляды Остин обнародовал в 1832 году. Однако его учение привлекло интерес лишь после его смерти в 1859 году.
Именно Остину принадлежит первенство в формировании такого феномена как юридический позитивизм. Остин считается отцом правового позитивизма.
В своих основных трудах: «Определение предмета юриспруденции» и «Лекции о юриспруденции, или философия позитивного закона» изложены базовые идеи, повлиявшие на развитие юридического позитивизма.
Остин полагал, что право — это норма, установленная с целью управления одним разумным существом со стороны другого разумного существа, которое имеет власть над первым. Позитивное право — это своеобразный материал для построения логически завершённой системы, которая обладает единством, комплексностью и беспрекословностью. Главный вывод — это формула: закон есть закон, отражающий суть позитивистского подхода.
Остин исходил из того, что существует два вида правил поведения: идущих от Бога, и идущих от людей. Правила поведения, идущие от Бога, относятся к естественному праву, так как в отличие от правил поведения, установленных людьми, эти правила поведения (от Бога) были созданы без участия политиков. Отсюда следует и позитивная мораль. Люди через политиков создают позитивное право.
Позитивистский подход крайне негативно характеризуется своим отношением к тому, что допускает существования права вне пределов реально существующего государства. Формула "закон есть закон" должна быть признана и неукоснительно соблюдаться, именно эта формула является основой государственной пирамиды и служит в каждодневном человеческом общении. Право, в точном понимании этого термина характеризуется четырьмя элементами: приказом, санкцией, обязанностью исполнения и суверенностью власти. Любое позитивное право, по Остину, происходит от власти, поэтому содержанием права является приказ власти, направленный на подданного под угрозой санкции в случае невыполнения.
По мнению Остина, право и мораль следует строго разделять.